# クリスティ・ウー
クリスティ・ウー（Kristy Wu、1982年10月11日 - ）は、アメリカ合衆国の女優。

## 出演作品
- エレメンタリー　ホームズ＆ワトソン in NY シーズン1
- メンタリスト シーズン4
- ハロウィーンタウン4 ウィッチ大学へようこそ
- 突然!サバイバル（メリッサ）
- クライ・ウルフ　殺人ゲーム
- バフィー 〜恋する十字架〜 シーズン7
- ニコルに夢中